# 托丁
托丁是德国梅克伦堡-前波美拉尼亚州的一个市镇。总面积11.03平方公里，总人口491人，其中男性251人，女性240人（2011年12月31日），人口密度45人/平方公里。